# Аристов, Иван Александрович
Ива́н Алекса́ндрович А́ристов (1906—1997) — советский инженер-конструктор бронетехники.
Разработчик огнеметов АТО-41 и АТО-42, устанавливавшихся на огнеметные танки КВ-8 и ОТ-34.

## Биография
Родился 3 (16 июля) 1906 года в деревне Ивановская Томской губернии.
По окончании ФЗУ был послан на рабфак в ЛГИ. .
В 1928 году его переводят в Военно Техническую Академию РККА на факультет механизации, который он окончил в 1931 году по первому разряду, получив звание «военного инженера 2-го ранга».
Начальник конструкторского бюро, заместитель главного конструктора завода № 174 им. К. Ворошилова (1931—1943).
Главный инженер, директор завода Министерства танковой промышленности (1943—1955).
Главный инженер проекта и начальник отдела типового проектирования Гипротяжмаш, по совместительству преподаватель, доцент кафедры деталей машин Московского института нефтехимической и газовой промышленности им. И. М. Губкина (1955—1981) (кафедра технологии газонефтяного и нефтехимического машиностроения).

## Разработки
В январе 1940 года отделом главного конструктора завода № 174 по инициативе старшего инженера группы И. А. Аристова и инженера Д. И. Елагина под руководством С. А. Гинзбурга на базе танка Т-26 был разработан эскизный проект химического танка ХТ-135, вооруженного 45-мм пушкой, спаренным 7,62-мм пулеметом ДТ и огнеметом.

## Награды
- Орден «Знак Почёта» (1935)
- Сталинская премия II степени (10 апреля 1942) — за изобретение нового типа танкового вооружения[1]